# Robert Oliveri
Robert Dane Oliveri (Los Angeles, 28 aprile 1978) è un attore statunitense.

## Biografia
Ha un fratello maggiore, Erick e uno minore, Christopher. Ha esordito al cinema interpretando Nick Szalinski nel film Tesoro, mi si sono ristretti i ragazzi (1989), e ha interpretato lo stesso ruolo anche nel sequel del Tesoro, mi si è allargato il ragazzino (1992). Nel 1990 ha interpretato Kevin Boggs, il figlio minore della famiglia Boggs, nel film Edward mani di forbice, mentre nel giugno del 1996 si è diplomato alla School of the Holy Child.

## Filmografia

### Cinema
- Tesoro, mi si sono ristretti i ragazzi (Honey, I Shrunk the Kids), regia di Joe Johnston (1989)
- Edward mani di forbice (Edward Scissorhands), regia di Tim Burton (1990)
- Tesoro, mi si è allargato il ragazzino (Honey, I Blew Up the Kid), regia di Randal Kleiser (1992)
- Honey, I Shrunk the Audience, regia di Randal Kleiser  – cortometraggio (1994)

### Televisione
- ABC Afterschool Specials – serie TV, episodio 15x05 (1987)
- Venerdì 13 (Friday the 13th: The Series) – serie TV, episodio 2x12 (1989)
- American Playhouse – serie TV, episodio 8x02 (1989)
- Monsters – serie TV, episodio 2x15 (1990)
- The Flockens, regia di John Sgueglia – film TV (1990)
- ABC Weekend Specials – serie TV, episodio 12x01 (1991)

## Doppiatori italiani
Nelle versioni in italiano delle opere in cui ha recitato, Robert Oliveri è stato doppiato da:
- Marco Vivio in Tesoro, mi si sono ristretti i ragazzi
- Federico Fallini in Edward mani di forbice
- Fabrizio Manfredi in Tesoro, mi si è allargato il ragazzino